# 제주감귤축제
제주감귤축제는 대한민국 제주특별자치도 제주시에서 제주 감귤의 우수성과 확산을 위하여 개최하는 축제이다.